# Acalypha meiodonta
Acalypha meiodonta är en törelväxtart som beskrevs av Henri Ernest Baillon. Acalypha meiodonta ingår i släktet akalyfor, och familjen törelväxter. Inga underarter finns listade i Catalogue of Life.